# Juice Crew
La Juice Crew è stato un collettivo di musica hip hop tra i pionieri del genere alla metà ed alla fine degli anni 1980, fondata dal beatmaker Marley Marl e dalla propria etichetta discografica Cold Chillin Records. La Cold Chillin ottenne per la prima volta una certa notorietà con il singolo intitolato The Bridge, che diede vita ad una successiva lunga rivalità con il rapper del Bronx KRS-One e la Boogie Down Productions.
Marl fu il fautore di un'altra rivalità, questa volta femminile, producendo un brano della giovane rapper Roxanne Shanté, Roxanne's Revenge, in risposta al singolo pubblicato dagli UTFO. Al termine delle due "battaglie", la Juice Crew iniziò ad espandere il proprio lavoro, producendo alcuni tra i più influenti artisti degli anni '80 e novanta

## Principali album prodotti
Big Daddy Kane
- Long Live The Kane
- It's A Big Daddy Thing
- Taste Of Chocolate

Biz Markie
- The Diabolical..
- I Need A Haircut
- Goin' Off

Craig G
- Droppin Science (Single)
- Duck Alert (Single)

Kool G Rap & DJ Polo
- Road To The Riches
- Dead Or Alive

MC Shan
- Down By Law
- Born To Be Wild

Marley Marl
- In Control Vol. 1
- In Control Vol. 2
- House Of Hits

Masta Ace
- Take A Look Around
- Slaughtahouse

Roxanne Shanté
- Bad Sister
- The Bitch Is Back

Diamond Shell
- Grand Imperial

Intelligent Hoodlum
- Intelligent Hoodlum